# Die Neue Literatur
Die Neue Literatur, vor 1931 Die schöne Literatur, war eine deutsche Literaturzeitschrift, die in der Zeit des „Dritten Reichs“ zur führenden nationalsozialistischen Literaturzeitschrift wurde.
Herausgeber der Zeitschrift war von 1923 bis 1943 Will Vesper. Unter ihrem neuen Namen widmete sie sich in großem Umfang der Rezension von nationalsozialistischer Belletristik. In einer zeitgenössischen Charakterisierung durch den Literaturhistoriker Josef Nadler wird neben der hervorgehobenen Qualität als Fachzeitschrift die inhaltliche Übereinstimmung mit der Ideologie des Nationalsozialismus besonders deutlich: „Laufender Bericht und verweilende Überschau, Lebensdarstellung und Bücherkunde sind hier gegeneinander gut ausgewogen. Das Blatt vermittelt durch Bilder, Handschriften und Kostproben einen ungemein lebendigen Eindruck von dem fließenden Schrifttum. Unversöhnlich gegenüber der entarteten Geschäftsliteratur, von allem Anfang dem Gesetz der Deutschheit verschworen, hat das Blatt die Bildung einer neuen völkischen Gesinnung und den Durchbruch des germanischen Geistes in Deutschland mächtig gefördert.“

## Einzelbelege
1. ↑  Axel Klingenberg: Höllenkreis der Familie. In: Jungle World. Nr. 27, 25. Juni 2003, ISSN 1613-0766.
2. ↑  vgl. Karl Müller: Karl Heinrich Waggerl. Eine Biographie mit Bildern, Texten und Dokumenten. Müller, Salzburg u. a. 1997, ISBN 3-7013-0960-4, S. 182.
3. ↑  Fritz Hausjell: Österreich: Tapfer, treu und unerbittlich. In: Die Zeit. Nr. 51, 2005 (zeit.de).
4. ↑  Artikel polunbi.de Datenbank Schrift und Bild 1900–1960
5. ↑  Josef Nadler: Literaturgeschichte des deutschen Volkes. Dichtung und Schrifttum der deutschen Stämme und Landschaften. Vierter Band: Reich (1914–1940). Propyläen-Verlag, Berlin 1941, S. 275.